# Gösta Malmgren
Johan Gösta Malmgren, född 13 oktober 1883 i Malmö, död 30 mars 1947 i Falkenberg, var en svensk lärare och idrottsledare.
Gösta Malmgren var son till fabriksägaren Mårten Malmgren. Han avlade mogenhetsexamen i Malmö 1903 och studerade 1903–1907 vid Tekniska högskolan i Stockholm. Han avlade reservofficersexamen 1906 och avancerade till kapten i fortifikationens reserv 1923. Efter några års extralärareförordnanden var Malmgren ämneslärare och rektor vid kommunala mellanskolan i Tidaholm 1913–1919 och vid motsvarande läroanstalt i Falkenberg 1919–1927. 1928-1946 var han rektor vid samrealskolan i Falkenberg och var även adjunkt där. Malmberg var sekreterare i Kommunala mellanskolornas rektorsförening 1917–1930 och vice ordförande i Kommunala mellanskolornas lärarförening 1921–1929. Han var stadsfullmäktig i Tidaholm 1916–1918 och i Falkenberg 1926–1944 varav 1939–1944 som vice ordförande. Från 1934 var han tryckfrihetsombud i Falkenberg. 
I sin ungdom var Malmgren en framstående idrottsman, senare gjorde han en betydande insats som idrottsledare, i synnerhet inom skolidrotten och damidrotten. Han ingick i Sveriges kvinnliga idrottsförbundets interimsstyrelse 1921, var ordförande i Hallands idrottsförbund 1923–1940 samt vice ordförande i Svenska handbollsförbundet 1925–1934 och i Svenska idrottsförbundet 1926–1938. 1922 invaldes han i Riksidrottsförbundets överstyrelse, där han kvarstod till 1939. Han utgav ett par handböcker i idrott för skolungdom.